# ألينا أورلوفا
ألينا أورلوفا (بالليتوانية: Alina Orlova) (28 يونيو 1988 في ليتوانيا)؛ ملحنة، مغنية مؤلفة، كاتِبة وشاعرة ليتوانية-سوفيتية.

## روابط خارجية
- ألينا أورلوفا على موقع IMDb (الإنجليزية)
- ألينا أورلوفا على موقع ميوزك برينز (الإنجليزية)
- ألينا أورلوفا على موقع أول ميوزيك (الإنجليزية)
- ألينا أورلوفا على موقع ديسكوغز (الإنجليزية)
- ألينا أورلوفا على موقع قاعدة بيانات الفيلم (الإنجليزية)